# Carissa tetramera
Carissa tetramera är en oleanderväxtart som först beskrevs av Sacleux, och fick sitt nu gällande namn av Otto Stapf. Carissa tetramera ingår i släktet Carissa och familjen oleanderväxter. Inga underarter finns listade i Catalogue of Life.